# Euheterospila antennalis
Euheterospila antennalis là một loài bướm đêm trong họ Noctuidae.